# Ланфранк
Ланфранк (лат. Lanfrancus; 1005 — 28 травня 1089) — англійський церковний та державний діяч у 1070–1089 роках, філософ, богослов, католицький святий.

## Життєпис

### Молоді роки
Народився у м. Павія у родині правника Ґанбальда. Замолоду зостався сиротою. З цього часу Ланфранк активно навчається у Павії, Болоньї, Мілані. В першу чергу вивчав ломбардське й церковне право, твори визнаних богословів та філософів. У підсумку здобув гарну освіту.
У 1030-х роках переїздить до Франції. Тут знайомиться з Беренгаром Турським. Водночас стає прихильникомь клюнійської реформи. У 1039 році переїздить до м. Авранш, де стає викладачем богослів'я. Цю посаду він займав до 1041 року.
У 1042 році перебирається до нещодавно заснованого монастиря Бек у Нормандії, де приймає чернечий постриг. До 1045 року вів життя аскета. Під час перебування у монастирі (1046 рік) Лафранк переконав абата Ґерлуїна заснувати церковну школу, яка незабаром стала однією з відоміших та авторитетних у Європі. Вперше чергу тут Ланфранк викладав логіку та догматичне богослов'я. Згодом його запросили захищати доктрину транссубстанції від критики Беренгара Турського. Ланфранк з успіхом виступав на церковних соборах у Верцелі (Італія) у 1050 році, Турі у 1054 році, у Римі у 1059 році. Завдяки цьому ідеї Беренгара Турського були засуджені.

### Церковна кар'єра
Завдяки своїй просвітницькій та богословській діяльності Ланфранк стає впливовим діячем католицької церкви, з яким рахуються церковні високопосадовці як у Франції, та й при Папському престолі. У 1053 році стає пріором монастиря Бек. У 1059 році завдяки своєму дипломатичному хисту та зв'язкам у Римі зумів домогтися визнання законним шлюб герцога Вільгельма Нормандського з Матильдою Фландрською. Завдяки цьому Лафранк став наближеною людиною до Нормандського володаря. У 1066 році стає першим абатом монастиря Святого Стефана у Кані.
На цій посаді активно впроваджував клюнійську реформу у Нормандії. У 1066 році отримав згоду від папи римського Олександра II на вторгнення герцога Вільгельма до Англії. За цим брав участь у поході до Англії. Після успіху Вільгельма I Завойовника 29 серпня 1070 року Ланфранк обирається архієпископом Кентерберійським.
Із самого початку Ланфранку довелося вести важку боротьбу з Томасом, архієпископом Йоркським, який намагався відстоювати незалежність своєї єпархії від Кентербері. Проте у 1072 року під час собору у Вінчестері Ланфранк зумів отримати визнання своєї влади над усіма єпархіями Англії. У церковній політиці Ланфранк підтримував автономію англійської церкви, надавав допомогу чернецтву, відстоював целібат, боровся із корупцією серед кліра (зокрема на соборі 1075 року у Лондоні). Водночас боровся за самостійність церкви від світської влади, непідсудність церковників суду мирян.
Разом з тим Ланфранк суттєво впливав на політичне життя країни. Декілька разів Вільгельм I залишав його як намісника Англії. У 1075 році брав участь у придушенні заколоту Вальтеофа, графа Нортумбрії, Ральфа, графа Східної Англії, Роджера Фіц-Осберна, графа Герефорда.
У 1087 році, після смерті Вільгельма I, Ланфранк підтримав його сина Вільгельма Рудого, завдяки чому останній став новим королем Англії. При новому королі Ланфранк зберіг свій вплив та авторитет. Помер Ланфранк 28 травня 1089 року. Католицька церква визнала Ланфранка святим.